# Cơ hội đổi đời
Cơ hội đổi đời là một chương trình trò chơi truyền hình thực tế do Đài Truyền hình Thành phố Hồ Chí Minh và Công ty TNHH Truyền thông Bee phối hợp thực hiện, được phát sóng trên kênh HTV7 và một số kênh truyền hình địa phương khác. Đây là chương trình đề cao ý nghĩa nhân văn, khi những người chơi trong chương trình sẽ phải thực hiện những thử thách vận động để có được số tiền thưởng cao nhất có thể. Toàn bộ số tiền thưởng mà những người chơi giành được sẽ được trao lại cho nhân vật chính trong chương trình để giúp nhân vật vượt qua khó khăn. Tập đầu tiên của chương trình được phát sóng vào ngày 5 tháng 1 năm 2021.

## Luật chơi
Mỗi tập phát sóng bao gồm ba người chơi (một ca sĩ, một diễn viên và một vận động viên) lập thành một "biệt đội hy vọng" để giúp đỡ một nhân vật có hoàn cảnh khó khăn trong chương trình. Họ sẽ phải vượt qua tổng cộng bốn thử thách, gồm ba thử thách cá nhân dành cho ba người và một thử thách đồng đội.
Ở mỗi thử thách, người chơi sẽ nhận yêu cầu thử thách từ máy ATM của chương trình. Thời gian được tính từ lúc người chơi bấm nút xác nhận thử thách đến khi người chơi nhập đúng mã số do chương trình cung cấp. Trong thời gian đó, số tiền sẽ giảm dần; thời gian thực hiện thử thách càng lâu thì số tiền sẽ càng thấp. Nhiệm vụ của người chơi là phải hoàn thành tất cả các thử thách của chương trình một cách nhanh chóng với sự hỗ trợ từ MC tại điểm thực hiện thử thách và MC trên sân khấu. Hoàn thành thử thách, một mã số gồm 4 chữ số sẽ được gửi cho người chơi để nhập vào máy ATM. Khi nhập chính xác, thử thách sẽ dừng lại và người chơi nhận được số tiền tương ứng từ máy ATM.
Với mỗi thử thách cá nhân, giá trị khởi điểm là 30 triệu đồng. Với thử thách đồng đội, giá trị khởi điểm là 60 triệu đồng. Tổng số tiền còn lại sau khi hoàn thành cả bốn thử thách là số tiền chung cuộc mà "biệt đội" giành được, với giá trị cao nhất lên tới 150 triệu đồng.

## Sản xuất
Ý tưởng để sản xuất chương trình Cơ hội đổi đời xuất phát từ mong muốn mang đến cho người nghèo một cơ hội để thay đổi số phận của mình. Từ đó, ê-kíp của chương trình đã đi khắp mọi miền đất nước để tìm kiếm những hoàn cảnh khó khăn nhằm trao cho họ một cơ hội để thay đổi cuộc đời. Chứng kiến những hoàn cảnh khó khăn đó, Đại Nghĩa chia sẻ: "Khi làm chương trình tôi mới thấy không phải người ta không muốn thoát nghèo nhưng họ lực bất tòng tâm. Họ cố gắng nhưng cố gắng mãi vẫn chưa thay đổi được nghịch cảnh".
Về phía đơn vị tài trợ Tôn Zacs, do ảnh hưởng của đại dịch COVID-19, thay vì đầu tư cho các chương trình truyền hình, họ đã quyết định làm một chương trình không chỉ đơn thuần quảng bá thương hiệu mà còn hỗ trợ kịp thời và cấp bách cho những người bị ảnh hưởng nhiều nhất từ dịch bệnh. Từ quyết tâm đó, chương trình Cơ hội đổi đời đã ra đời và là kết quả của một quá trình làm việc không ngừng nghỉ trong nhiều tháng mà Tôn Zacs và Công ty Truyền thông Bee đã cùng nhau phát triển ý tưởng, thống nhất nội dung và đưa vào sản xuất thực tế.

## Phát sóng
Cơ hội đổi đời lên sóng lần đầu vào ngày 5 tháng 1 năm 2021 và được phát sóng vào các ngày thứ Ba hàng tuần trên kênh HTV7. Ngoài ra, chương trình còn được phát lại trên 8 kênh truyền hình khác: Hải Phòng, Hà Tĩnh, Sóc Trăng, Cần Thơ, TodayTV, YouTV, Nghệ An và Thanh Hóa. Tất cả các tập đã phát sóng trên truyền hình đều có sẵn trên kênh YouTube Bee Entertainment và được công chiếu trong vòng một giờ đồng hồ kể từ thời điểm phát sóng trên truyền hình. Ngoài ra, thử thách đặc biệt của ông Đoàn Ngọc Hải không được phát sóng trên truyền hình cũng đã được công chiếu vào ngày 25 tháng 3 năm 2021 trên kênh YouTube này.
Ngoài ra, chương trình còn được phát lại vào buổi sáng từ cuối tháng 6 đến cuối tháng 7 cùng năm trên kênh HTV9.

## Danh sách người chơi

### Mùa 1
| Tập                 | Ngày phát sóng      | Nhóm người chơi                                      | Giá trị tiền thưởng (đồng) | TK                   |
| ------------------- | ------------------- | ---------------------------------------------------- | -------------------------- | -------------------- |
| 1                   | 5 tháng 1 năm 2021  | Chí Tài, Ngô Kiến Huy, Quế Ngọc Hải                  | 72.601.023                 | [ 7 ] [ 8 ] [ 9 ]    |
| 2                   | 12 tháng 1 năm 2021 | Văn Thanh, Hoàng Bách, Anh Đức                       | 55.841.105                 | [ 10 ] [ 11 ] [ 12 ] |
| 3                   | 19 tháng 1 năm 2021 | Lê Giang, Hồ Quang Hiếu, Phạm Văn Mách               | 70.884.477                 | [ 13 ] [ 14 ]        |
| 4                   | 26 tháng 1 năm 2021 | Minh Nhí, Vũ Hà, Vũ Như Thành                        | 66.416.182                 | [ 15 ] [ 16 ]        |
| 5                   | 2 tháng 2 năm 2021  | Tim, Lan Phương, Trần Ngọc Tú                        | 81.365.855                 | [ 17 ] [ 18 ]        |
| 6                   | 9 tháng 2 năm 2021  | Kiều Minh Tuấn, Young Uno, Nguyễn Thị Ngọc Hoa       | 75.605.203                 | [ 19 ] [ 20 ] [ 21 ] |
| 7                   | 16 tháng 2 năm 2021 | Tập đặc biệt                                         | Tập đặc biệt               |                      |
| 8                   | 23 tháng 2 năm 2021 | Long Nhật, Xuân Nghị, Ngọc Châm                      | 77.650.446                 | [ 22 ] [ 23 ] [ 24 ] |
| 9                   | 2 tháng 3 năm 2021  | Ngọc Sơn, Lê Dương Bảo Lâm, Hoàng Quý Phước          | 59.788.571                 | [ 25 ] [ 26 ]        |
| 10                  | 9 tháng 3 năm 2021  | Tự Long, Khắc Việt, Phan Thanh Bình                  | 83.525.570                 | [ 27 ] [ 28 ] [ 29 ] |
| 11                  | 16 tháng 3 năm 2021 | Vân Dung, Emily, Vũ Thành An                         | 86.832.498                 | [ 30 ] [ 31 ]        |
| 12                  | 23 tháng 3 năm 2021 | Huỳnh Lập, Phương Mỹ Chi, Nguyễn Thị Thật            | 64.135.674                 | [ 32 ] [ 33 ] [ 34 ] |
| 25 tháng 3 năm 2021 | 25 tháng 3 năm 2021 | Thử thách đặc biệt: Đoàn Ngọc Hải                    | 15.877.411                 | [ 5 ] [ 35 ]         |
| 13                  | 30 tháng 3 năm 2021 | Đan Trường, Nam Thư, Lại Thị Tuyết                   | 73.518.290                 | [ 36 ] [ 37 ] [ 38 ] |
| 14                  | 6 tháng 4 năm 2021  | Khương Ngọc, Văn Mai Hương, Trần Văn Thảo            | 85.972.922                 | [ 39 ] [ 40 ]        |
| 15                  | 13 tháng 4 năm 2021 | Hồng Sơn, Cát Phượng, Kim Tử Long                    | 59.858.898                 | [ 41 ] [ 42 ] [ 43 ] |
| 16                  | 20 tháng 4 năm 2021 | Minh Dự, Stefan Nguyễn (Nguyễn Tuấn Tú), Hoài Phương | 78.145.513                 | [ 44 ] [ 45 ] [ 46 ] |
| 17                  | 27 tháng 4 năm 2021 | Thanh Thảo, Hari Won, Nguyễn Minh Phương             | 70.975.797                 | [ 47 ] [ 48 ] [ 49 ] |
| 18                  | 4 tháng 5 năm 2021  | Tập tổng hợp                                         | Tập tổng hợp               |                      |

## Đón nhận
Cơ hội đổi đời được khán giả đánh giá là một chương trình có ý nghĩa nhân văn sâu sắc. Qua các tập phát sóng, sự tham gia của những khách mời nổi tiếng trong nhiều lĩnh vực đã để lại nhiều ấn tượng khó quên trong lòng khán giả. Có những khoảnh khắc khiến khán giả bật cười nhưng có những khoảnh khắc lại khiến cho khán giả xúc động đến rơi nước mắt. Đặc biệt, hình ảnh của nghệ sĩ Chí Tài xuất hiện trong tập 1 của chương trình khiến khán giả tỏ ra tiếc nuối và xót xa với sự mất mát của ông. Những cảm xúc đọng lại trong chương trình suốt trong các tập phát sóng khiến khán giả nhớ mãi về tình người mà các nghệ sĩ nổi tiếng, các vận động viên và người dân địa phương đã nỗ lực, dốc sức vì người nghèo.
Chính vì vậy, chương trình luôn có tỷ suất lượt xem truyền hình cao, thậm chí có lúc đạt tới mức 9,6%. Nhiều bình luận của khán giả truyền hình để lại trong mỗi tập được phát lại trên kênh YouTube của chương trình thể hiện rõ sự hồi hộp, xót xa hay tiếc nuối khi các nghệ sĩ không thể mang được số tiền về nhiều hơn.
Tuy nhiên, nhiều khán giả cho rằng những thử thách của chương trình đưa ra cho người chơi là quá khó để thực hiện, chẳng hạn như các thử thách trong tập 2. Điều này đã khiến cho nhiều nghệ sĩ trong chương trình không thể có được giải thưởng cao, nhất là khi đây là chương trình mà họ phải thực hiện thử thách để có được tiền thưởng vì người khác.

## Đề cử
| Năm  | Giải thưởng        | Hạng mục                                     | Đề cử cho      | Kết quả | TK     |
| ---- | ------------------ | -------------------------------------------- | -------------- | ------- | ------ |
| 2022 | Giải Mai Vàng 2021 | Chương trình truyền hình được yêu thích nhất | Cơ hội đổi đời | Đề cử   | [ 54 ] |

## Thông tin thêm
- Trong mỗi tập phát sóng của mùa 1, sẽ có thêm phần "Vòng quay may mắn" vào cuối chương trình. Theo đó, số lượt hoàn thành thử thách của những người chơi trong tập được quy đổi ra số lượt quay, tối đa 4 lần. Người chơi sẽ quay vòng quay gồm 8 ô, trong đó có 4 ô có ghi số lượng tôn từ nhà tài trợ từ 1 đến 4. Kết quả sẽ tính theo lượt quay vào ô có giá trị cao nhất, giá trị đó ứng với số mái tôn mà nhà tài trợ sẽ cung cấp cho các hộ có hoàn cảnh khó khăn nơi nhân vật chính trong chương trình đang sinh sống.[55]

## Nhà tài trợ
- Mùa 1: Tôn Zacs